# Larouillies
Larouillies är en kommun i departementet Nord i regionen Hauts-de-France i norra Frankrike. Kommunen ligger i kantonen Avesnes-sur-Helpe-Sud som tillhör arrondissementet Avesnes-sur-Helpe. År 2022 hade Larouillies 239 invånare.

## Befolkningsutveckling
Antalet invånare i kommunen Larouillies
| Referens: INSEE |